# Valter Reščič
Valter Reščič, slovenski politik, * ?.
Med 15. julijem 1995 in 8. decembrom 2000 je bil državni sekretar Republike Slovenije na Ministrstvu za finance Republike Slovenije.